# عبدالله الجنیبی
عبدالله الجنیبی (انگلیسی: Abdullah Al-Junaibi؛ زادهٔ ۱۴ ژوئن ۱۹۸۸) بازیکن فوتبال اهل امارات متحده عربی است.